# Pettson och Findus
Pettson och Findus är en barnboksserie, skriven av Sven Nordqvist och inledd 1984. Huvudpersoner är gubben Pettson och hans talande katt Findus. Flera filmatiseringar och teaterpjäser har gjorts av böckerna.
Sven Nordqvist arbetade på en reklambyrå i Halmstad när han första gången började teckna Pettson och Findus.

## Handling
Pettson är en påhittig gubbe som lever tillsammans med sin katt Findus och några höns. Berättelserna handlar om deras gemensamma liv. Pettson och Findus kan prata med varandra. För Pettson är Findus mer som ett barn som gillar att busa och leka. Han kan även gå på bakbenen som en människa.
Pettson och Findus bor på en gård på landet. I huset bor även så kallade mucklor, varelser som Findus kan se och kommunicera med, men som Pettson inte ser. Närmsta grannen Gustavsson kommer förbi då och då för att låna verktyg eller bara prata. Gustavsson har en hund och i flera böcker kan man känna en rivalitet mellan Pettson och Findus jämte Gustavsson och hans hund. Tydligast är den i Rävjakten där Pettsons värderingar inte stämmer med Gustavssons, vad gäller att hindra en räv från att ta höns.
I början av filmen "Kattonauten" kallar grannen fru Andersson Pettson för Pettersson. När Findus började kalla honom för Pettson började grannarna också kalla honom för det och han blir känd som Pettson.

## Figurer

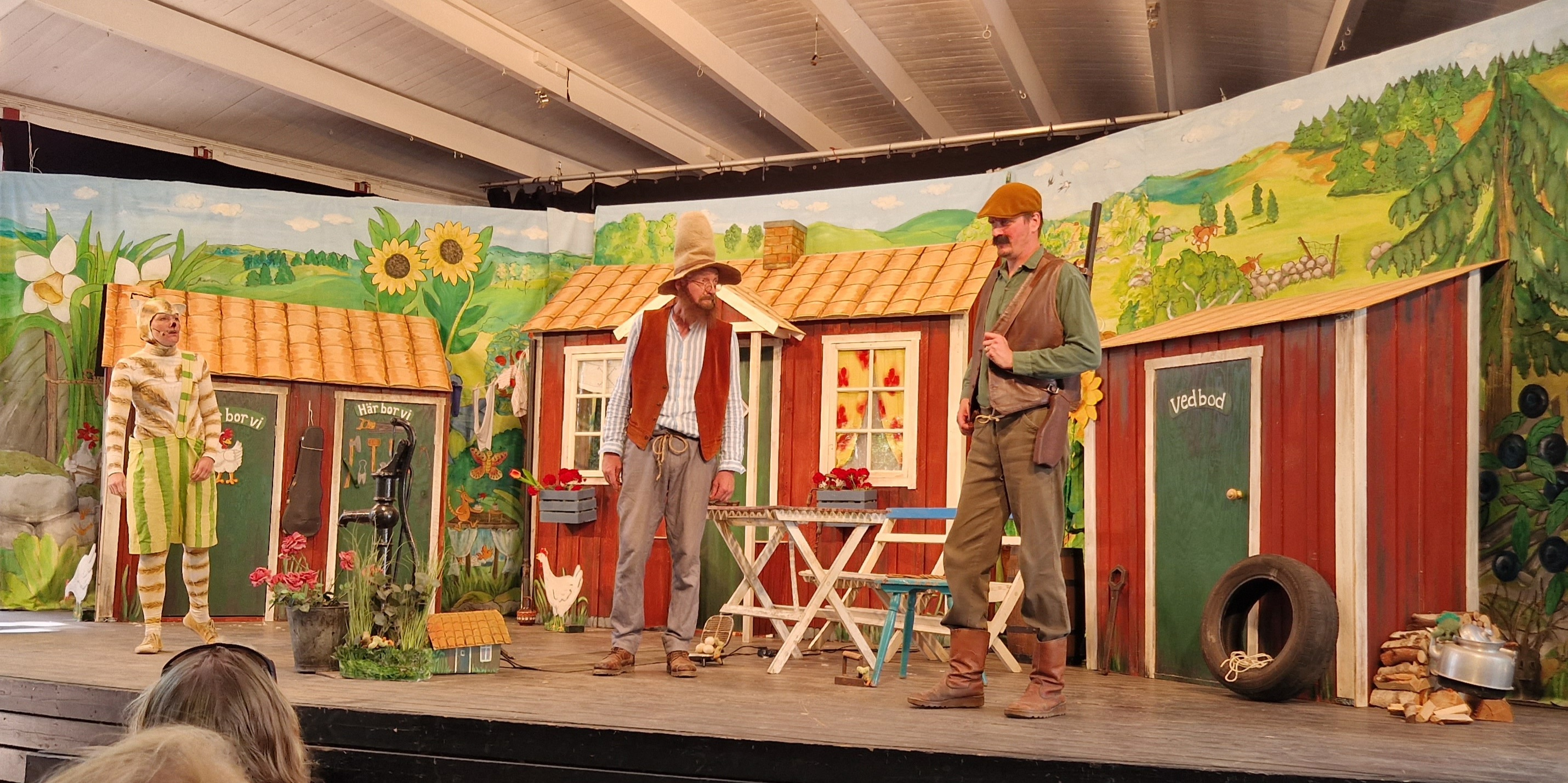
Pettson, Findus och Gustavsson i Ängelholms hembygdspark.

- Pettson, egentligen Pettersson, är en gubbe  som trots sin ålder är pigg och påhittig. Pettsons bakgrund är relativt outforskad men genom bakgrundsdetaljer och tillbakablickar går det att lista ut att gården förmodligen är hans barndomshem då man i filmen Glömligheter får reda på att han som barn lärde sig simma tillsammans med grannen Gustavsson i sjön där de bor. I en episod zoomar kameran in på ett familjeporträtt på Pettsons nattduksbord där Pettson som barn syns posera med vad som kan antas vara sina föräldrar, syster, och storebror Alfred framför huset.  Förutom katten Findus och hönorna bor han själv på gården. Pettson tillbringar gärna tid i snickarboden där han uppfinner mer eller mindre fantastiska uppfinningar. Pettsons tydligaste kännetecken är den höga, gula hatt han alltid bär och de små runda glasögonen som vilar på hans stora näsa. Den svenska rösten till Pettson görs i de tecknade filmerna av Tord Peterson.
- Findus är en ovanlig bondkatt som kan gå på bakbenen och tala med Pettson och hönorna. Findus var en gåva till Pettson från fru Andersson som tyckte att han behövde sällskap. Namnet har han fått eftersom det var i en tom låda Findus Gröna ärtor han kom i och sedermera använde som säng första tiden. Findus har en livlig fantasi och ställer ofta till med bus och har under seriens gång blivit mer som ett barn för Pettson. Findus har en stark förkärlek till pannkakor och prickekorvsmackor.
- Prillan är högsta hönset bland hönorna och är ofta oense med Findus. Prillan har ofta starka åsikter och viker sig sällan, hon gillar likt de andra hönorna att handarbeta och dricka kaffe. Den svenska rösten gjordes av Mona Seilitz.
- Gustavsson är Pettson och Findus närmsta granne som tillsammans med sin fru Elsa bedriver jordbruk med mjölkkor och höns. Gustavsson är jägare och ses ofta vara ute och promenera med sin jakthund. Gustavsson och Pettson är båda uppvuxna i byn och de hjälps ofta åt med saker, även om Gustavsson ibland kan göra sig lustig över Pettson för hans "tokigheter".
- Elsa Gustavsson är Gustavssons milda fru som till skillnad från sin make är snäll mot Pettson och Findus.
- Axel Gustavsson är paret Gustavssons vuxne son som ibland hjälper Pettson med fysiskt jobbiga saker såsom att skotta snö.

### Mucklorna
Mucklor är små djur i Pettson och Findus-böckerna, filmerna och spelen. De kan endast ses av katten Findus. Mucklor är inte särskilt intelligenta, men de brukar vara mycket bestämda i sina få idéer. Några av dem är mycket störningskänsliga. De är finurliga och busar gärna med Pettson genom att knycka en strumpa eller två, eller flytta en bok från ett ställe till ett annat. Om man tittar noga är de med på många av bilderna även om de sällan nämns i texten.

## Böcker
Böckerna om Pettson och Findus är utgivna på Bokförlaget Opal. De sammanlagt 17 bilderböckerna började ges ut 1984 och har enligt förlaget sålts i 3 miljoner exemplar på svenska, samt översatts till 47 språk till och med år 2015. Total försäljning inklusive utlandet är över 13 miljoner böcker, där Tyskland är den största marknaden.
- Pannkakstårtan (1984)
- Rävjakten (1986)
- Stackars Pettson (1987)
- Pettson får julbesök (1988)
- Kackel i grönsakslandet (1990)
- Pettson tältar (1992)
- Tomtemaskinen (1994)
- Tuppens minut (1996)
- Pyssla med Findus (1998) text: Eva-Lena Larsson och Kennert Danielsson
- Pettson och Findus sångbok (1999) text: Sven Hedman
- När Findus var liten och försvann (2001)
- Pettson och Findus kokbok (2004) text: Christine Samuelson
- Findus flyttar ut (2012)
- Känner du Pettson och Findus? (2014)
- Var är Pettson? (2015)
- Sjung med Pettson och Findus (2015) text: Sven Hedman
- Kan du ingenting Pettson? (2019)
- Pettson och Findus bygger en bil (2020)

### Ljudböcker
Böckerna om Pettson och Findus finns även som ljudböcker upplästa av Helge Skoog med Henric Holmberg som Pettson och Johan Ulveson som Findus och utgivna av Gammafon, upplästa av Lennart Jähkel och utgivna av Opal samt även upplästa av Nils Eklund.
- Pettson i Pannkakstårtan och När Findus var liten och försvann
- Pettson i Pettson tältar och Kackel i grönsakslandet
- Rävjakten & Pettson får julbesök
- Stackars Pettson och Tuppens minut
- Massor av äventyr med Pettson o Findus (som innehåller sagorna När Findus var liten och försvann, Kackel i grönsakslandet, Tuppens minut, Pannkakstårtan, Pettson tältar, Stackars Pettson och Rävjakten.)
- Tomtemaskinen

Dramatiseringar och intervjuer med Sven Nordqvist finns samlade i en box med 3 cd-skivor

## Pettson och Findus gård

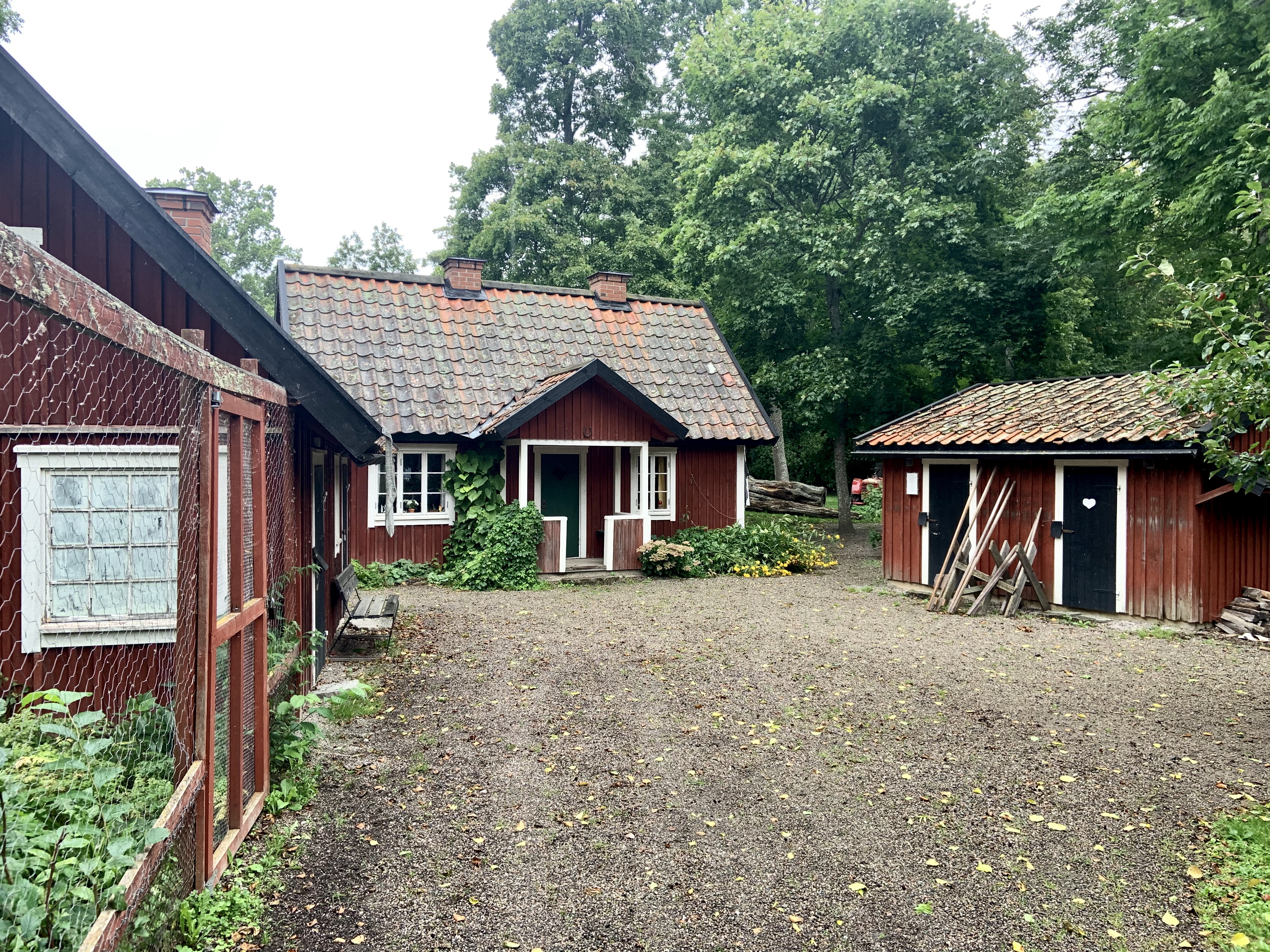
Pettson och Findus gård på Julita gård.

På Julita gård har man tillsammans med Sven Nordqvist byggt upp Pettson och Findus gård baserat på illustrationerna i böckerna. Författaren själv har tillverkat några möbler och inredningsdetaljer. Allt på gården har utförts i 2/3-skalan, anpassad till barnens storlek.

## Övriga produktioner

### Julkalender
1993 års julkalender i Sveriges Television hette Tomtemaskinen. Sven Nordqvist blev tillfrågad att komma med idéer till detta årets julkalender, som skulle handla om Pettson och Findus (dessa kom att spelas av Ingvar Hirdwall respektive Ika Nord), något han också gjorde.
Nordqvist skrev dock inte alla avsnitt själv. Dels kände han att det var för krävande att skriva 24 avsnitt, och han menade att det skulle vara som att skriva 24 böcker på en begränsad tid. Dels menade han att manusförfattarna ibland ändrade hans idéer.[källa behövs] Sven Nordqvist skrev senare en bok med samma namn som publicerades 1994.

### Filmer och TV-serier

#### Animerade filmer
Om Pettson och Findus finns även en animerad TV-serie och fyra animerade långfilmer, producerade av Happy Life. Rösterna gjordes av bl.a. Tord Peterson.
- 1999 − Pettson och Findus – Katten och gubbens år
- 2000 − Pettson och Findus – Kattonauten
- 2005 − Pettson och Findus – Tomtemaskinen
- 2009 − Pettson och Findus – Glömligheter

#### Halvanimerade spelfilmer
Flera spelfilmatiseringar som blandar levande skådespelare med den animerade Findus, har producerats i Tyskland av Tradewind Pictures. I filmerna spelar Stefan Kurt Pettson vars svenska röst gjorts av bland annat Claes Månsson.
De första tre filmerna innehåller material från Nordqvists böcker medan den senaste filmen Die Mucklas... und wie sie zu Pettersson und Findus kamen bygger på ett originalmanus av Thomas Springer och Helmut Webber och introducerar mucklorna och handlar om hur de hittade till Pettsons hus.
- 2014 − Pettson och Findus – Roligheter
- 2016 − Pettson och Findus – Juligheter
- 2018 − Pettson och Findus – Findus flyttar hemifrån
- 2022 − Mucklorna och hur de kom till Pettson och Findus

### Serietidningar
Pettson och Findus har även gjorts i en serieversion. Den tecknades av Sören Axén och publicerades i Egmonts pysseltidning Pettson och Findus.

### Datorspel
Det finns ett flertal datorspel med Pettson och Findus, producerade av Alfabeta Gammafon Multimedia och Sven Nordqvist och utgivna av Gammafon.
Mellan 2001 och 2006 utvecklades tre datorspel av det tyska bolaget Kiddinx och utgavs i Sverige av Gammafon.
- 1996 − Pettson o Findus i snickarbon
- 1997 − Pettson o Findus julkalender
- 1998 − Pettson & Findus i trädgården
- 1999 − Pettsons julspel
- 2001 − Pettson o Findus och mucklornas värld
- 2001 − Pettson & Findus: Spökskrämmarmaskinen
- 2004 − Pettson & Findus: Höndans och kattcirkus
- 2006 − Pettson & Findus: Födelsedagskatten

### Mobilspel
2012 utvecklades och utgavs fem Pettson-mobilspel av Filimundus som senare släppte två till. Pettsons kaffe var ett minispel i Pettson o Findus och mucklornas värld. Pettsons Uppfinningar innehåller 25 minispel varav 15 kommer från tidigare datorspel och 10 är nya.
- 2012 − Pettsons pussel[5]
- 2012 − Pettsons kaffe[5]
- 2012 − Pettsons Memory[6]
- 2012 − Pettsons Uppfinningar[5]
- 2012 − Pettsons Uppfinningar 2[7]
- 2013 − Pettsons Uppfinningar Deluxe
- 2016 − Pettsons Uppfinningar 3[8]
- 2024 – Pettsons Uppfinningar 4[9]

### Sånger
Bröderna Slut har gjort sex skivor med sånger från olika musikaler om Pettson och Findus.
- 1994 – Kackel i grönsakslandet
- 1995 – Pettson tältar
- 1997 – Tuppens minut
- 1999 – Rävjakten
- 2002 – När Findus var liten och försvann
- 2004 – Pannkakstårtan

Tony Könberg & Oskar Brusell Gabrielsson har släppt ytterligare en skiva centrerad kring Pettson och Findus, Pettsons Gård.